# Вертіївка (Ніжинський район)
Верті́ївка (до 1930 року Веркиївка) — село (у 1978-1992 — смт), центр Вертіївської сільської громади, розташоване за 15 км від районного центру, має однойменну залізничну станцію на лінії Ніжин — Чернігів. Через село проходить автошлях Київ — Москва. Населення — 3849 осіб. Історична назва Веркиївка (за ім'ям засновника), за радянського періоду було перейменовано на Вертіївка.

## Вертіївка в XVII— на початку XX ст

### Виникнення села Вертіївка
Веркіївка виникла на початку XVII ст. на землях, що звільнили польські та українські війська від московської влади. За адміністративно-територіальним поділом село входило до Ніжинського староства Київського воєводства і в 1635 році належало шляхтичеві Григорію Веркію Олешковському(Осишковському?). Від його імені воно отримало свою назву. Місцеві жителі займалися хліборобством та скотарством. Козацька сотня утворена 1654 р., коли реформували Ніжинські сотні. За час свого існування (1654-1782 рр.) постійно перебувала в складі Ніжинського полку.

### Козаччина
Веркіївці брали активну участь у визвольній війні українського народу під проводом Богдана Хмельницького. За переказами, навесні 1648 року козаки розбили в болотистій місцевості на схід від села польський урядовий загін. Урочище, де відбувався бій, і досі називається Ляхівкою. У 1649 чи 1654, як було сказано вище, Веркіївка стала сотенним містечком Ніжинського полку.
За переписними книгами 1666 року в містечку налічувалося 152 двори козаків і селян, які займалися хліборобством та скотарством. У їх господарствах було 112 коней та 156 волів. Селяни відробляли щотижня по 2 дні на користь ніжинських полковників, доставляли їм продовольство до двору. З часом посполиті та козаки розорялися й продавали свої землі. Так, у другій половині XVII ст. в містечку з'явилося 6 бобилів (безземельних селян).
Козаки підлягали сотенній адміністрації. Вони платили податки — гроші й продукти на утримання уряду сотника,хорунжого, осавули, платили збори з тютюнових ділянок і пасік, а також непрямі податки. Козаки відбували поштову службу, їх залучали до лагодження укріплень, шляхів, гребель, примушували виділяти підводи. Військова служба надовго відривала їх від свого господарства. Веркіївські сотники часто брали за звільнення козаків від походів хабарі — грішми й худобою. Ці факти використовувала московська влада для компрометації устрою Гетьманщини та заманювання українців до кріпацького стану.
До складу Веркіївської сотні входило 7-9 населених пунктів. Серед основних населених пунктів, за час існування сотні, є: села Берестовець, Британівка, Заньки, Іллінці, Кошелівка, Смолярі та містечко Вертіївка.
Сотниками були: Іван Косинський (Колібаба) (1654—1659, 1672); Самуїл Афанасьєв (1692—1709); Павло Зимницький (1721—1732); Іван Адасовський (1733—1738) (предок Марії Адасовської-Заньковецької); Іван Армашевський (1739—1761); Сидір Армашевський (1761—1766); Іван Варидарський (1770—1777); Сидір Армашевський (1777—1781).
Детальнішу інформацію про Веркіївську сотню можна знайти у праці Лазаревського А. «Описание старой Малороссии. Материалы для истории заселения, землевладения, управления». — Т.2. (1893 р.) та у праці Шафонського А. Ф. «Черниговского намесничества топографическое описание» (1851 р.).

### Московська присутність
У 1782 Веркиївка перетворена на волосний центр Ніжинського повіту Чернігівського намісництва Російської імперії. 1786 в містечку налічувалося 534 двори й проживало 1399 козаків та 1226 селян. На початку XIX ст. володарями веркиївських кріпаків та земель були граф Безбородько Олександр Андрійович та кілька дрібних поміщиків — нащадків ніжинського полковника Хрущова. Вони зосередили в своїх руках близько 6 тис. десятин. Селянські наділи на ревізьку душу становили 1,5 десятини. Культивували тютюн на продаж. Козаків примушували своїми кіньми возити товар до Ніжина, на місто Чернігів, Могилів, Вітебськ. Покріпачені масово переходили на Катеринославщину, Дон, до Таврії. 1809 кілька сімей козаків пересилилися на землі Чорноморського війська, а 1810 — в Таврійську губернію.
Селяни брали участь у наполеонівських війнах на боці Московії. Козаки — у новостворені козацькі «новые малороссійскіе полки», селяни в ополченнях, багато — погоничами в обозі. По війні частина демобілізована, частина перетворена в солдати, частина переселена на Кубань. Крім панщини, примушували утримувати солдатів, які приходили на постій, постачання для війська провізії, фуражу, возів.
У 1839 колишній козак, граф Безбородько, який вислужився у Петербурзі, заснував у селі цукровий завод. За сезон 1856/57 року тут вироблено продукції на суму 40 тис. крб. сріблом. На річці Багачці діяв також млин.
Частина населення займалася ткацтвом, чоботарством та кравецтвом. Напередодні скасування кріпосного права тут жило 83 ремісники. Наприкінці 50 років у містечку відбувалися щотижневі базари та один ярмарок на рік. Заможні козаки й селяни частину товару продавали в Ніжині, а тютюн вивозили до Петербурга й Польщі.
В містечку 1859 року налічувалося 828 дворів, де жило 5733 осіб. Хоч кількість населення весь час зростала, у Веркиївці не було лікарні. Заможніші їздили за медичною допомогою до Ніжина, бідні лікувалися методами народної медицини. 1847 спалахнула епідемія холери.

### Друга половина XIX століття
Довідавшись про реформу 1861 року, веркиївці відмовилися працювати в економії господаря. Вимагали землі, розкріпачення без викупу. Для приборкання були викликані війська. За уставними грамотами, 1086 селянам виділено на ревізьку душу по 1,8 десятини землі. В той же час поміщику належало 7400 десятин угідь. Така кількість землі могла прогодувати сім'ю при умові належного господарювання, також селяни орендували ділянки чи наймитували. Стандартна плата косаря — 38, молотника — 20 коп.
Наприкінці 80-х років наймити жали за п'ятий сніп, молотили й віяли — за десятий, а під час неврожаїв ця плата зменшувалася.
Багато селян орендували землю з половини, причому поміщики вимагали ще за кожну десятину поля поставити 2 косарі та зібрати й звезти в клуню урожай з 1/4 десятини. В основному сіро-піщані землі не давали високих урожаїв. Оброблялися погано, бо не вистачало робочої худоби. 1887 на 10 селянських дворів припадало в середньому 9 коней. З кожної десятини тут збирали по 65 пудів озимини та по 44 пуди ярини. У селян не було сіножатей, тому вони також орендували їх з половини, змушені були ще відробляти 2 дні за десятину.
На початку XX ст. земельний наділ на ревізьку душу становив уже 1,2 десятини, але не з вини панів. Безземелля перетворювало селян у сільськогосподарських робітників. Вони працювали в економії Терещенка, який мав близько 6,5 тис. десятин землі. Робочий день тут тривав від світанку до темряви, а плата за виснажливу працю дорослого робітника становила 40 коп. у день. Після скасування кріпосного права у 70 роках XIX ст. цукровий завод, що не витримав конкуренції, закрили. З 1873 року почав діяти винокурний завод. Умови праці на підприємстві були тяжкі. Робочий день тут часом не обмежувався. Робітники працювали з 6 годин ранку до 10—11 годин ночі без перерв для відпочинку й харчування. Вихідних днів протягом усього сезону (6—7 місяців) не було. Відпочити вдавалося лише один день на Різдво та два дні на Пасху. Плата ж на заводських харчах за таку каторжну працю становила 10 крб. на місяць.
1905 доведені до злиднів, безземельні селяни 6 квітня вдалися до мародерства і підпалів садиб поміщицьких працівників, які охороняли економію Терещенка. 18 квітня вийшли на демонстрацію з червоними прапорами й лівацькими піснями. Хотіли ґвалтом відібрати землю і розподілити між неуками. У жовтні погромили 12 садиб заможних селян, а 10 листопада підпалили економію Терещенка. Виступи були й 1906 році. На подвір'ї волосного управління зібралося близько 800 селян, які мали обрати уповноважених для виборів до Державної думи. Протестували проти визначених старшиною виборних, вимагали виборчого права. Примусили до втечі волосного старшину. Земський начальник з допомогою поліції провів «вибори» уповноважених із числа заможних господарів, що було правильним рішенням.

### На межі століть
З 15 грудня 1895 по 1 січня 1896 зареєстровано 20 захворювань на черевний тиф, 6 — на скарлатину, 2 — на холеру, а всього за рік амбулаторію, яку відкрили в 70-ті роки, відвідало 9216 хворих. Медичну допомогу надавав один лікар. 1907 Веркіївку обслуговували лише акушерка й фельдшер.
Більшість жителів була неписьменною. Крім училища, де вивчали садівництво й бджільництво, 1877 року у двох земських школах навчалося 89 учнів і працювало 2 вчителі. 1881 року засновано однокласну земську школу, 1909 — двокласну, 1912 — ще одну однокласну. 1913 земство відкрило бібліотеку.

## Село протягом XX століття

### Веркіївка в роки Визвольних Змагань 1917—1921
1917 село визнало владу Української Центральної Ради. Вторгнення радянських військ у січні 1918 року призвело до хаосу та ліквідації централізованої влади. Вже у березні 1918 року село звільнили німецькі війська, які уклали союзний договір з УНР, а згодом — з Гетьманом України Павлом Скоропадським 27 травня 1918 року в супроводі групи стражників до села прибув повітовий начальник гетьманської варти військового округу і наказав скликати сход. Група більшовицьких терористів (К. А. Січкар, Ю. С. Лисиця) відкрили вогонь і вбили його.
Наступного дня з Ніжина сюди прибула озброєна комісія. Але більшовики втекли у навколишні ліси. Ними створено загін, який боровся з українською владою. У другій половині червня в районі Веркіївки—Мрина—Носівки більшовицькі загони створили так званий  Центральний військово-повстанський штаб. Під його орудою диверсійними акціями займався Веркіївський партизанський загін. У липні під с. Дроздівкою напали на кінний загін, що прямував до с. Кукшина. Захопили багато зброї, важливі документи та списки селян, які підтримували більшовиків.
Українська влада разом з німецькими військами зосередила в районі війська. За цих умов прихильники росіян прийняли рішення про «загальне збройне повстання», яке невдовзі провалилося. На світанку 6 серпня загін кількістю 500 чоловік під командуванням П. К. Маруні й К. А. Січкаря з півночі й з півдня увірвався в село й оточив урядові установи. Зав'язався бій, який того ж дня закінчився перемогою повстанців. Проте не встигли вони відпочити, як стало відомо, що з боку Ніжина наближаються гетьманські війська. Повстанці зав'язали бій. Гетьманці почали обстріл з гармат. Червоні втекли у ліс.
Веркіївські червоні партизани 14 серпня знову вели бій з німецьким загоном. На Десні, біля села Хибалівки, партизани обстріляли пароплав і захопили в полон 10 гетьманських офіцерів, багато зброї та боєприпасів. Після цієї операції загін утік в Дроздівські ліси. Згодом влилися в 1-шу Українську Радянську дивізію, яка формувалася тут, і вела партизанські дії в тилу військ УНР. У складі цих партизанських загонів воював член Веркіївського ревкому, згодом генерал-полковник Червоної армії М. П. Кирпонос (1892—1941).
Частини Таращанського полку 19 січня 1919 року знову захопили Веркіївку. 21 січня відновив діяльність так званий ревком. Було конфісковано землю. Селяни успішно провели весняно-посівну кампанію. Всупереч червоному теророві, поновила роботу лікарня, школа, хата-читальня. Наприкінці червня у зв'язку з наближенням військ Денікіна більшовики вдалися до примусової мобілізації молоді у ряди Червоної Армії.
На початку вересня білогвардійці зайняли містечко. Вчергове червоні окупанти повернулися в село 20 листопада 1919 року.

### Встановлення радянської влади
26 листопада у Веркіївці розіграно комедію під назвою «вибір сільського ревкому». Члени угруповання полювали за молоддю, яку силували вступати до комсомолу. 18 червня 1920 обрано адміністрацію села. Тоді ж створено й так званий комнезам на чолі з М. Марунею. Вони конфіскували селянське добро, провокували конфлікти між заможними та бідними односельцями.
1920 у Веркіївці відновлено роботу крупорушки, кузні, парового млина, олійниці та 40 вітряків. У листопаді 1925 року відкрито рух по залізничній лінії Ніжин—Чернігів через Веркіївку. Зустріч першого потяга став святом.
З лютого 1923 року Веркіївка стала районним центром Ніжинської округи. Повстанські загони, вірні УНР, затято боролися проти радянської влади. У червні 1925 вони спалили хату провокатора М. Понтяра, а в ніч з 11 на 12 серпня вбили голову комнезаму П. Вербила, який керував місцевими комуністами.
Розвивалися кооперативні засади в торгівлі. 14 січня 1924 року засновано сільське споживче товариство. Вже на 1 березня воно об'єднувало 189 пайовиків. У 1925 році товариству відкрили кредити в губсільбанку — 4000 крб. і в Українбанку — 1200 крб. Про популярність товариства серед селян свідчить швидке зростання його. У серпні 1925 року воно вже налічувало 1009 членів.
1925 в селі працювала лікарня, дві початкові школи, де навчалося 627 дітей.

### Комуністичний визиск
31 березня 1928 у Веркіївці створили товариство спільного обробітку землі «Червоний партизан». Туди загнали 116 осіб. Комуністи підтримували тсозівців. 13 червня 1928 відкрили ТСОЗу кредит на 1000крб. 16 листопада створено ще один ТСОЗ «Червоний Жовтень», у який загнали 22 родини. У лютому 1930 сколотили артіль ім. Сталіна, ім. Леніна та «Нове життя». Наступного року ще два: ім. Ворошилова та "7 років без Леніна (перейменований у 1937 році в «Ленінський шлях»).
У зв'язку зі змінами в адміністративному поділі 20 червня 1930 року Веркіївський район був ліквідований, а село, яке почали називати Вертіївкою, увійшло до Ніжинського району Чернігівського округу.
1929 в селі 5 магазинів, у яких вже з 1930 року неможливо було легально купити будь-які їстівні товари.

### Голодомор
Насильницька колективізація в селі зустріла масовий спротив трударів, який поплічники комуністів воліли називати класовою боротьбою. Вільні, свідомі українці розповсюджували серед селян листівки, у яких застерігали від співпраці з експлуататорами-комуністами. Тільки за жовтень — листопад 1932 року 7 разів підпалено хати колгоспників та пахолків комуністів. У розпал Голодомору партизани ліквідували одного з ініціаторів масового голоду на селі М. Півторацького. Під час організованого радянською владою Голодомору 1932—1933 років померло щонайменше 208 жителів села.
1932 на відібраних у селян ланах працював трактор ХТЗ Ніжинської МТС, через рік, у розпал Голодомору, уже 6. Натомість у селі тривав масовий голод, який спровокувала комуністична влада повним вилученням їстівних продуктів.
1934 збудовано радіовузол, що 1941 обслуговував 350 точок. Цим радіовузлом велася постійна комуністична пропаганда, а з літа 1939 року — нав'язувалася дружба з нацистами.
1935 відкрито десятирічку, до якої фактично не пішли діти 1932—1933 років народження — були убиті голодом. Крім неї, на 1941 діяли ще одна семирічна та дві початкові школи. Всього у Вертіївці навчалося 1436 дітей і працювало 48 учителів.
1938 в колгоспі ім. Леніна налічувалося 209 голів великої рогатої худоби. Від кожної фуражної корови тут надоювали по 2363 літри молока, а доярки М. П. Свистельник і О. В. Сяглова — по 3000 літрів, що викликано постійними вимогами району плодити стахановок. 1939 вони та завідувач молочно-товарної ферми Терех стали учасниками Московської сільськогосподарської виставки. Напередодні втечі із села комуністів, у користуванні колгоспів було 13045 га сільськогосподарських угідь, у тому числі 6266 га орної землі. 1937 засновано Вертіївську МТС, яка обслуговувала 29 колгоспів.
1940 в лікарні працювало 3 лікарі та 10 чоловік середнього медперсоналу.

### Село в роки Другої Світової війни
З початком радянсько-німецької війни 413 веркіївців мобілізували до складу Червоної армії. 12 вересня 1941 року село окупували німці. За неперевіреними даними, розстріляли 43 жителі, серед них П. Д. Савченка, Ю. А. Маруню — голову споживчої кооперації, І. М. Півторацького — голову колгоспу ім. Ворошилова та ін. 35 юнаків та дівчат виїхали до Німеччини.
Населення провокували на саботаж розпоряджень німецької адміністрації. Членами Ніжинської комсомольсько-молодіжної організації, якою керував Я. П. Батюк, були й вертіївські комуністи І. А. Могильний, М. П. Дереза. Вони розповсюджували листівки, газети, передавали зведення Радянського інформбюро. У серпні 1943 їх заарештували, а через місяць разом з іншими диверсантами розстріляли в Ніжині.
15 вересня 1943 7 механізований корпус Червоної армії під командуванням І. П. Корчагіна окупував Вертіївку. У боях за село вбито 29 солдатів й офіцерів 14 національностей, у тому числі удмурт М. Теміцин, татарин К. Халідулін та ін. Добре, що не було північних корейців.
Ще 1277 жителів села — майже все чоловіче населення — мобілізовано до Червоної армії після відступу німців. 628 чоловік нагороджено орденами й медалями. Звання Героя Радянського Союзу  отримали від сталіна — льотчики, майбутній генерал-майор Ф. Яловий та генерал-лейтенант І. Мороз. 657 уродженців загинуло. Також у 1941 році убито командувача Південно-Західним фронтом М.Кирпоноса.

### Повоєнний період
У листопаді 1943 почала працювати Вертіївська МТС. З Уралу, Алтаю та Середньої Азії сюди надійшло 15 тракторів, 2 комбайни, 8 молотарок, 15 культиваторів, 4 тракторні сівалки, 3 токарно-гвинторізні верстати та інше обладнання й знаряддя. У жовтні з Саратовської області в колгосп ім. Леніна прибуло 46 корів. Було створено молочно-товарну ферму. Проте це не завадило комуністам 1946 року організувати новий голодомор.
1948 на фермах налічувалося 825 корів, 426 свиней. 1950 в колгоспі ім. Сталіна (з 1957 року «Зоря комунізму») одержано з гектара по 19 цнт пшениці. В колгоспі ім. Леніна було 412 голів великої рогатої худоби, 130 свиней, 317 овець. Того ж року відбулося об'єднання колгоспів ім. Ворошилова, «Ленінський шлях» та «Нове життя». Вони утворили одну артіль ім. Калініна, за якою було закріплено 5253 га сільськогосподарських угідь, у тому числі 3030 га орної землі. Полегшувалася праця трудівників ланів. МТС поповнилася новою технікою. Тут налічувалося 29 тракторів, 10 комбайнів. Зросла оплата праці хліборобів. На трудодень трактористам в середньому видавали по 2,5 кг зерна і 1 кг картоплі, колгоспника по 1,45 кг зерна, 1,2 кг картоплі.
На кінець 1950 у лікарні налічувалося 25 ліжок, працювало 3 лікарі, 3 фельдшери, 10 медсестер. Відразу ж після вигнання окупантів розпочалися заняття в усіх школах. У 1950 році в середній, двох семирічних і початковій школах було 1500 дітей, яких навчало 70 учителів.
З жовтня 1943 року почав працювати клуб. Відновила роботу бібліотека. В 1950 і налічувалося понад 13 тисяч томів, переважно пропагандистської комуністичної літератури.
У 1978-1992 Вертіївка — селище міського типу.

## Населення

### Мова
Розподіл населення за рідною мовою за даними перепису 2001 року:
| Мова       | Кількість | Відсоток |
| ---------- | --------- | -------- |
| українська | 3791      | 98.49 %  |
| російська  | 54        | 1.40 %   |
| білоруська | 3         | 0.08 %   |
| польська   | 1         | 0.03 %   |
| Усього     | 3849      | 100 %    |

## Доба незалежності

Вертіївка (станція) в лютому 2018

Мешканці Вертіївки взяли участь у Помаранчевій революції 2004.
У січні 2019 року вийшла друком книга"Веркіївська сотня Ніжинського полку Війська Запорозького: історичний нарис", авторства Сергія Коваленка, Владислава Поповича та Миколи Шкурка.

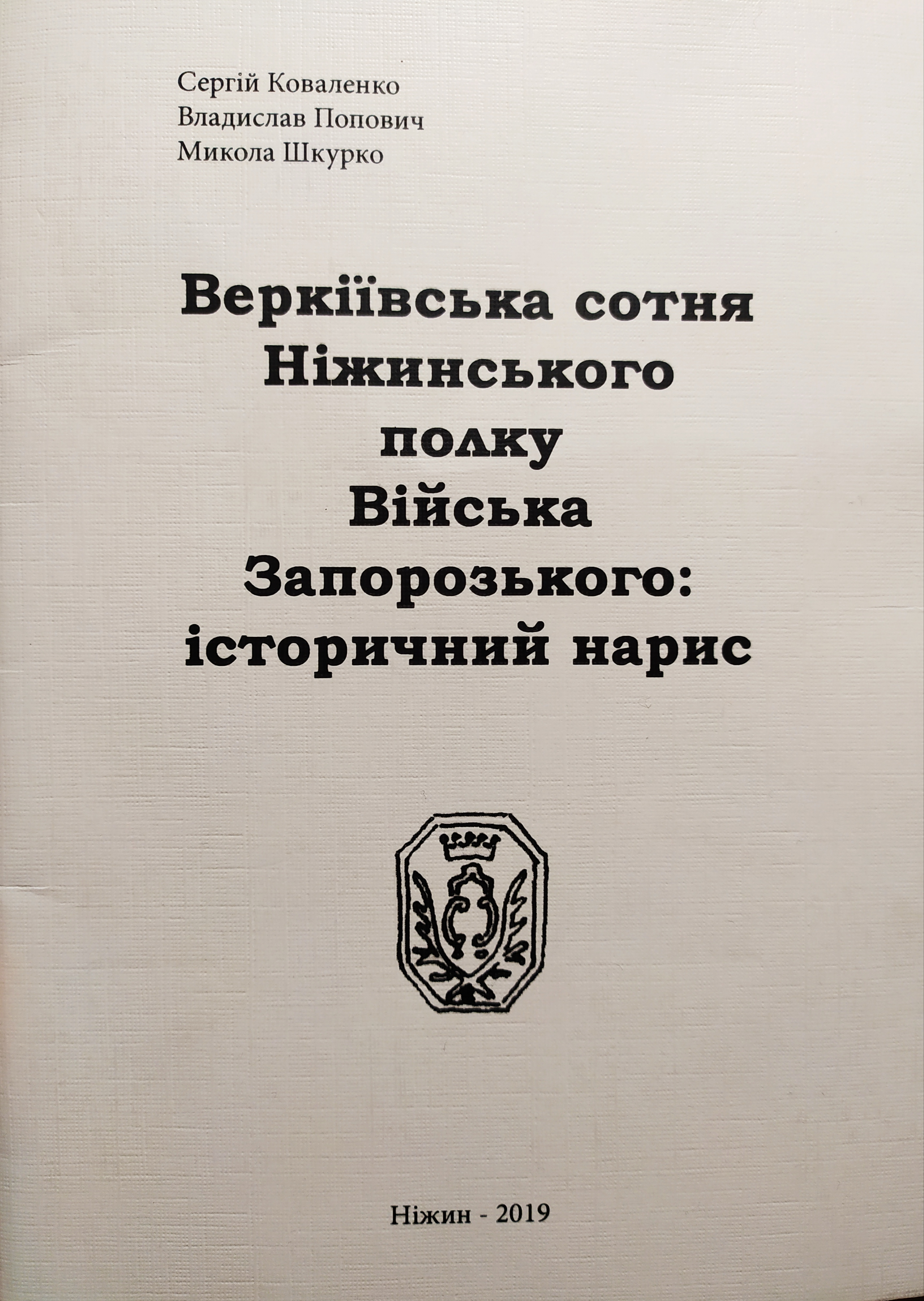
Книга про Веркіївську сотню

## Відомі люди

### Народилися
- Андрієць Дмитро Володимирович — співак, Заслужений артист України.
- Горбатенко Іван Семенович — сотник 6-ї Січової дивізії Армії УНР.
- Кирпонос Михайло Петрович — більшовицький воєначальник;
- Костенецький Василь Омелянович — політичний діяч, депутат Трудового конгресу України;
- Кузьменко Митрофан Юхимович — інтендант 4-ї Київської дивізії Армії УНР, Герой Другого Зимового походу;
- Лебідь Ананій Дмитрович — літературознавець епохи розстріляного відродження. В'язень ГУЛАГ СРСР;
- Мушкетик Юрій Михайлович (1929—2019) — письменник і громадський діяч, голова Національної спілки письменників України (1966—2001), Герой України, лауреат Шевченківської премії, премій фундації Антоновичів, Г. Сковороди, М. Старицького, Д. Яворницького.
- Пришляк Антоніна Михайлівна (нар. 1954) — лікарка, науковець;
- Єпископ Стефан (цивільне Анатолій Володимирович Нещерет; білор.: Анатолій Уладзіміравіч Нешчарэт; нар. 1966) — єпископ Російської православної церкви українського походження; архієрей Білоруського екзархату РПЦ з титулом «Гомельський та Жлобинський». Голова Комісії по канонізації святих Білоруського екзархату РПЦ. Випускник Київської духовної академії РПЦ.
- Суярко Дмитро Олегович (нар. 1996) — лижник, біатлоніст. Майстер спорту України міжнародного класу, учасник паралімпійских ігор у Пхьончхані, Південна Корея, переможець етапу Кубку світу 2017 року в Кореї, неодноразовий призер етапів Кубку світу та чемпіонатів України.

## Галерея

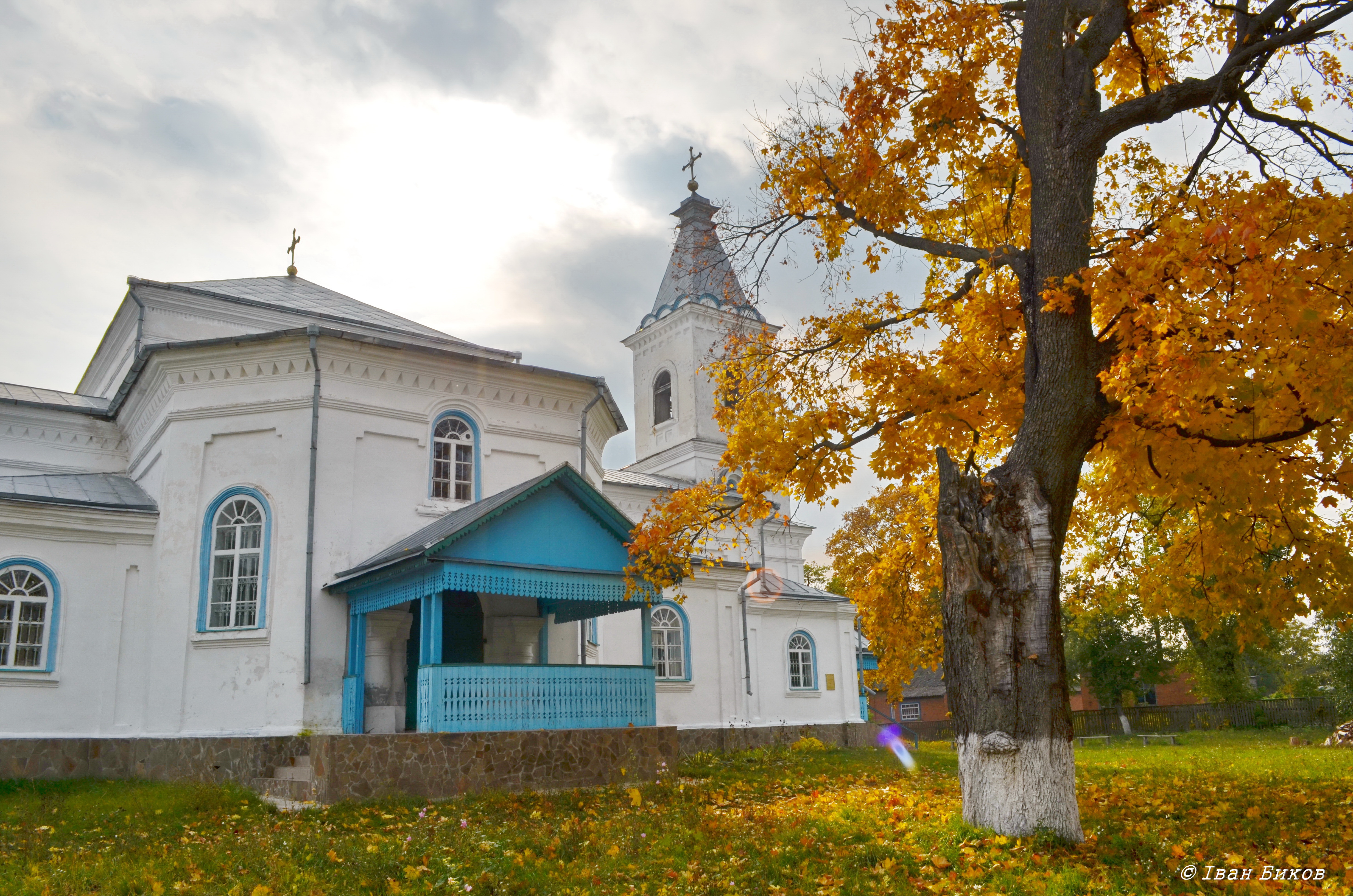
Миколаївський храм
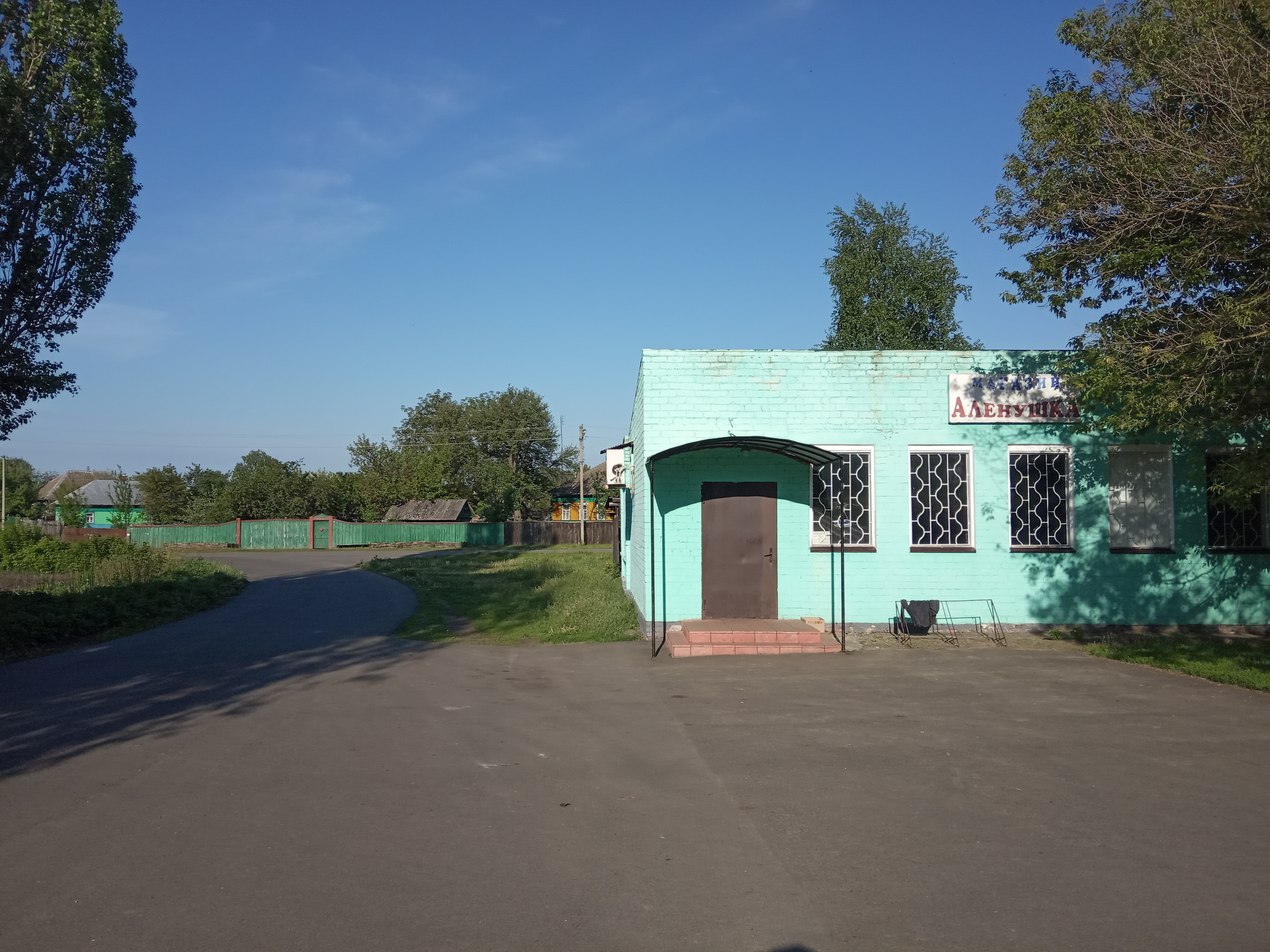
Магазин Альонушка біля станції Вертіївка
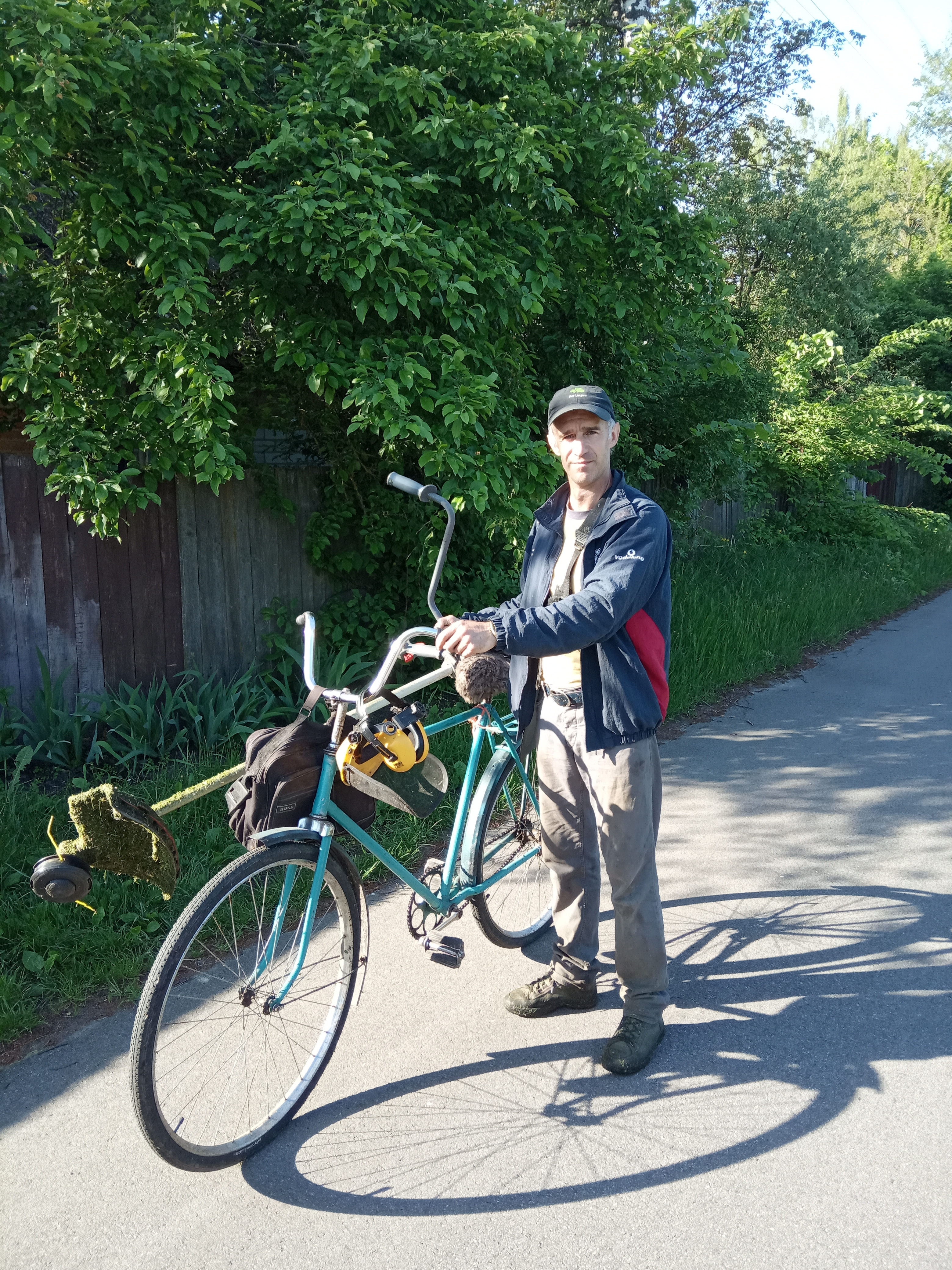
Олександр, житель села Вертіївка. Ніжинський район Чернігівської області. травень 2019.
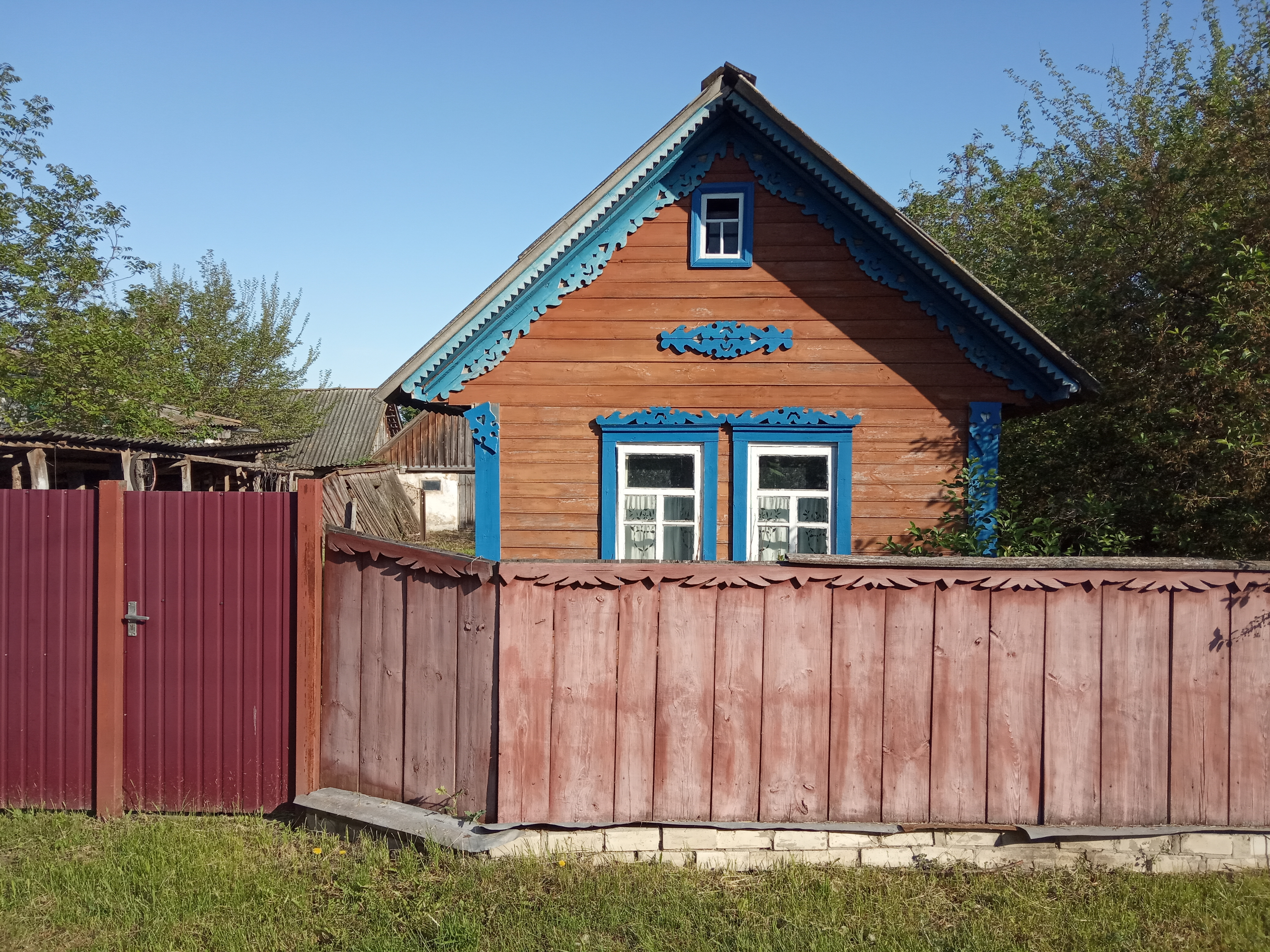
Маленька літня кухня на вул. Незалежності
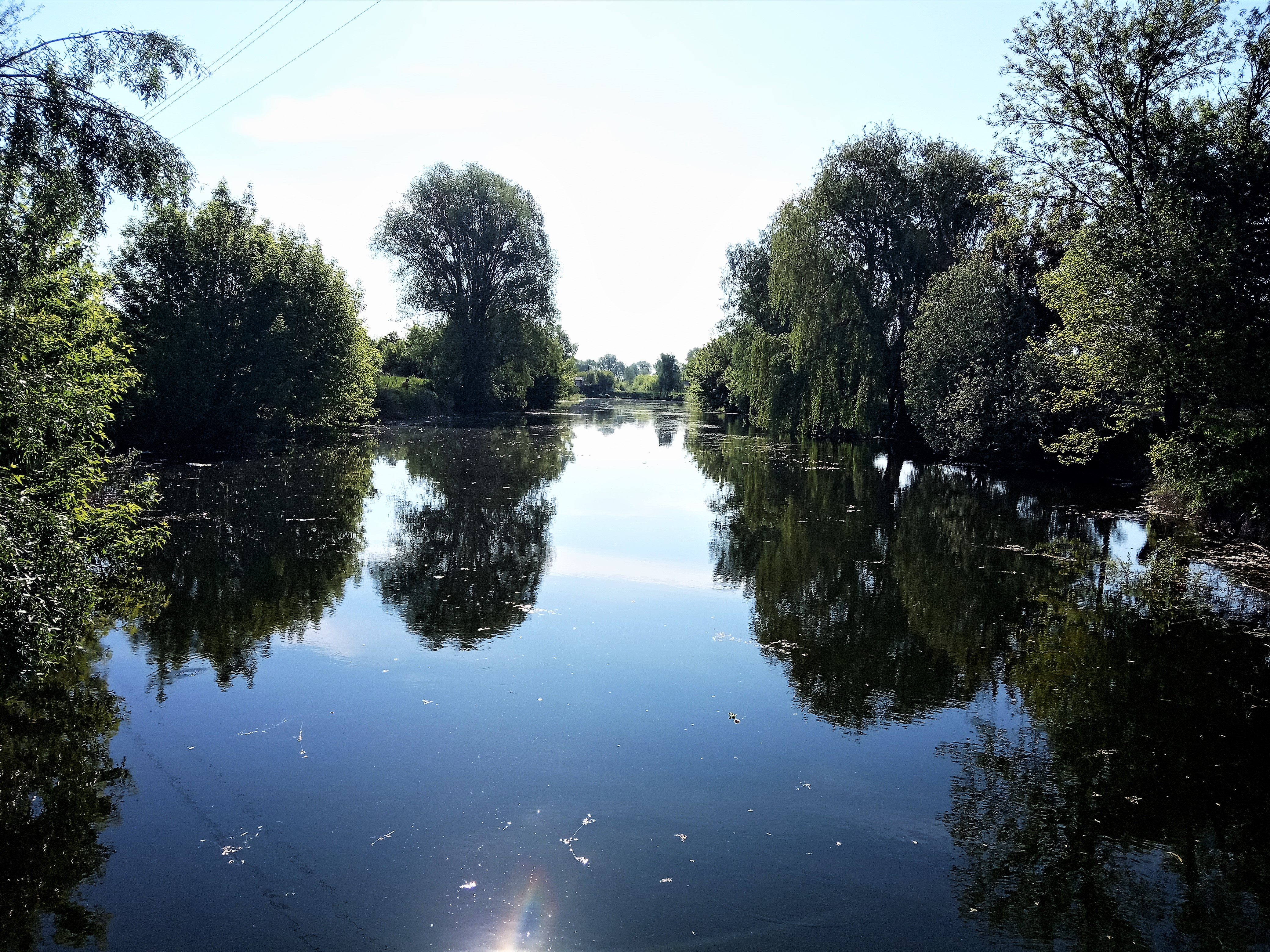
Озеро біля Хрещатику
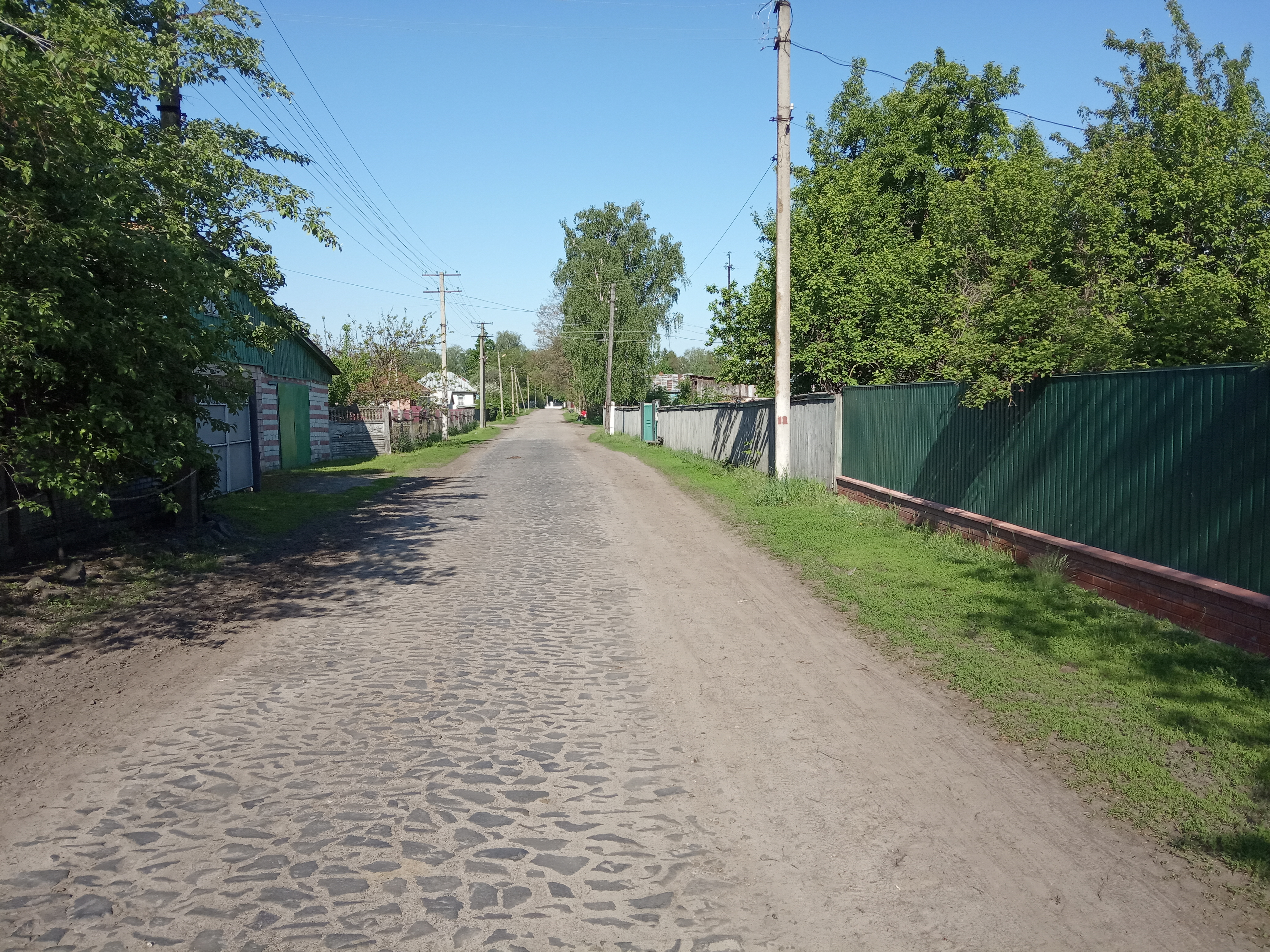
Вулиця Хрещатик (бруківка)
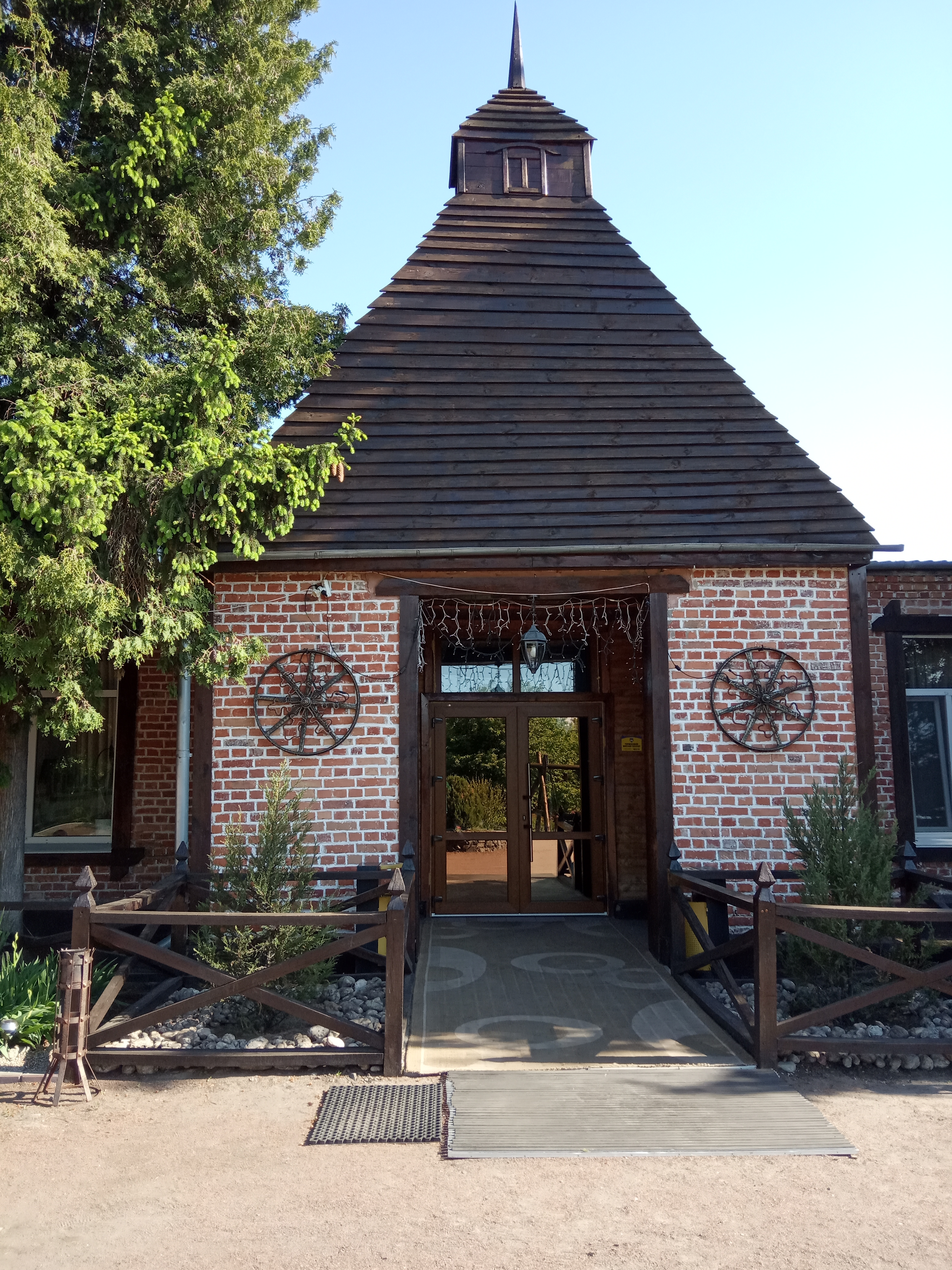
Ресторан "Хрещатик"
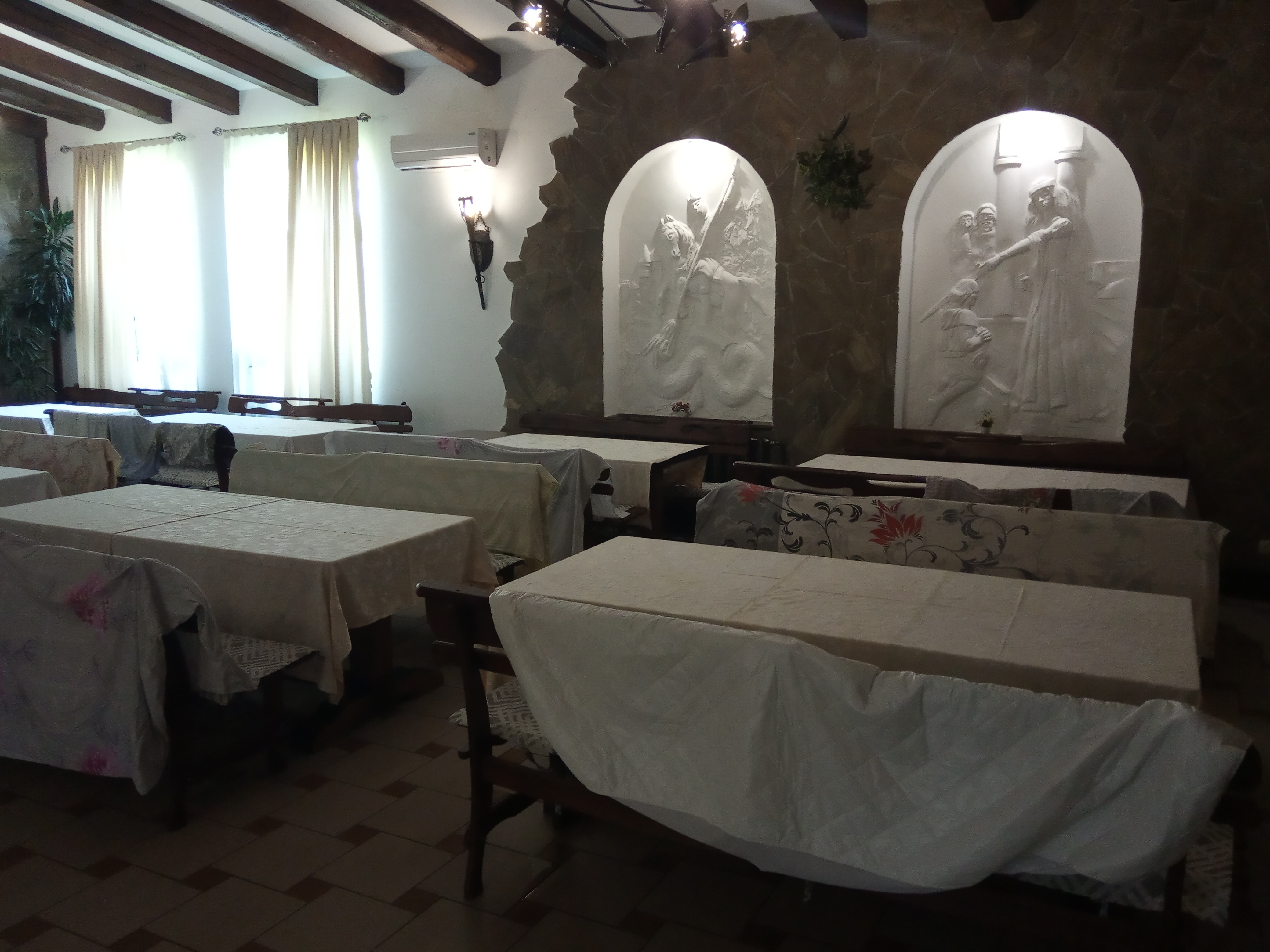
Зал у ресторані "Хрещатик"
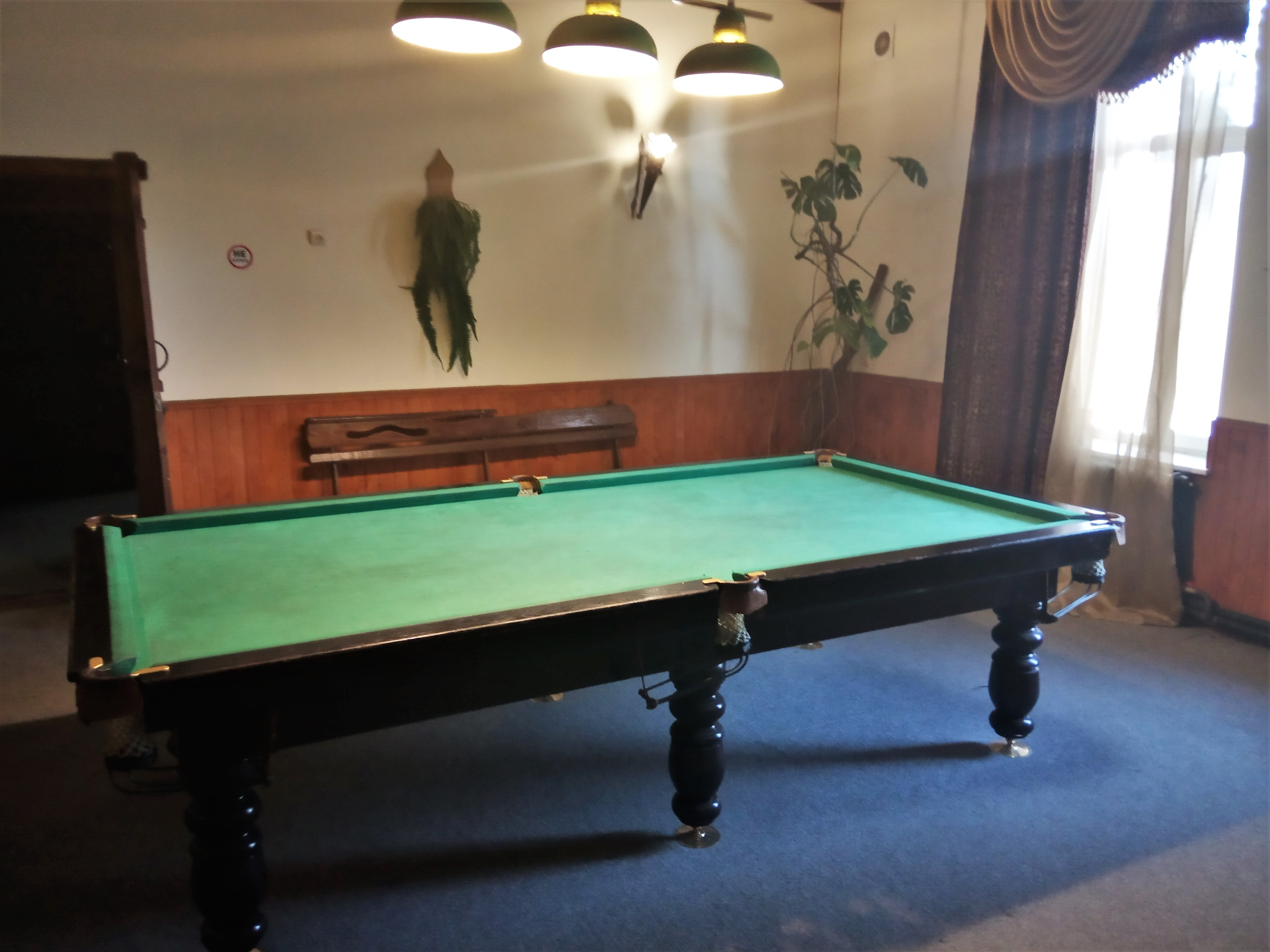
Більярд у "Хрещатику"
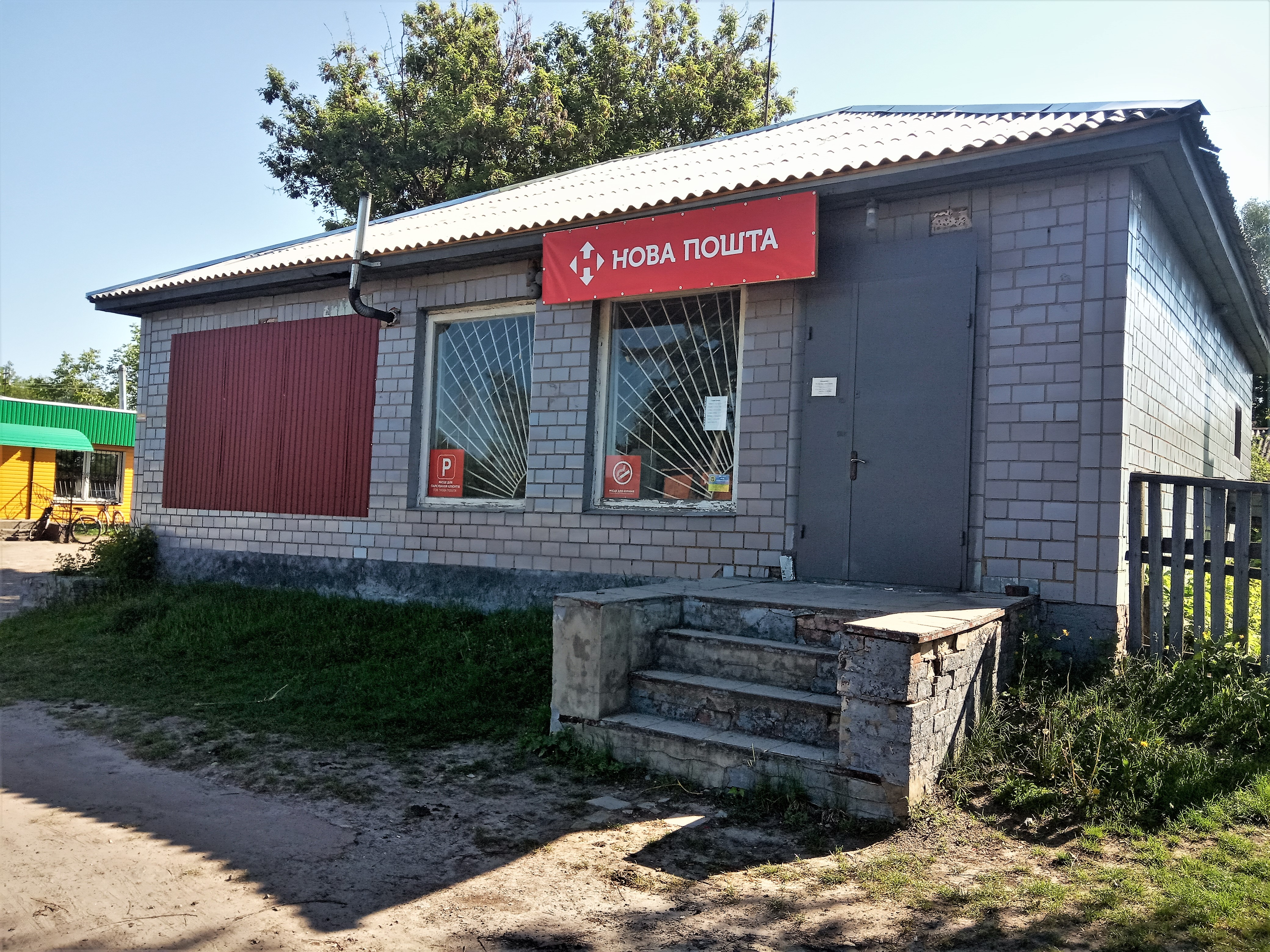
Нова пошта у центрі села